# Litecoin

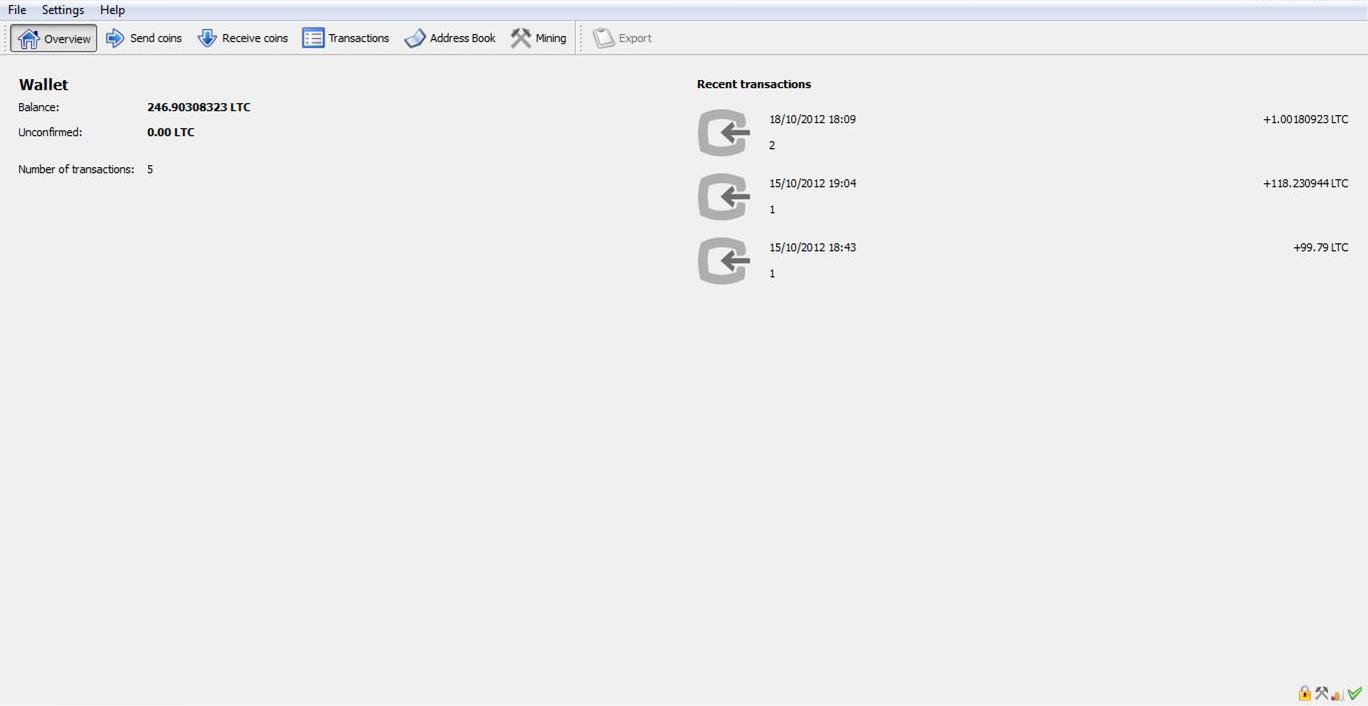
Tổng quan về khách hàng Litecoin

Litecoin (LTC hoặc L) là một loại tiền tệ mã hóa ngang hàng và dự án phần mềm mã nguồn mở phát hành theo giấy phép MIT/X11. Lấy cảm hứng từ và về mặt kỹ thuật gần như giống hệt bitcoin (BTC), việc tạo và chuyển giao Litecoin được dựa trên giao thức mã nguồn mở và không được quản lý bởi bất kỳ cơ quan trung ương nào.
Sau Bitcoin, Ethereum và Ripple, Litecoin là tiền tệ mã hóa thực lớn thứ tư theo giá trị vốn hóa thị trường.

## Tốc độ giao dịch
Độ phức tạp của phép tính Litecoin được chọn sao cho trung bình một khối được tạo ra trong 2,5 phút, nhanh gấp 4 lần so với Bitcoin, điều này cho phép bạn nhận được xác nhận giao dịch nhanh hơn. Tốc độ giao dịch đã tăng lên đáng kể sau khi kích hoạt SegWit trong mạng Litecoin. Một giao dịch thường được coi là hoàn thành sau 6 khối hoặc 15 phút.